# Große Krems
Die Krems ist ein Fluss im südlichen Waldviertel (Niederösterreich), deren längster Quellfluss, die Große Krems auch den ganzen Fluss bezeichnen kann. Nicht zu verwechseln ist dieser Fluss mit dem oberösterreichischen Traunzufluss Krems.
Der Fluss ist namengebend für die Stadt Krems an der Donau. Es liegt das vorrömische Ausgangswort *Cremisia zugrunde, was sich mit ‚sich ins Gestein reinschneidendes Gewässer‘ übersetzen lässt.

## Geografie

### Oberlauf
Die Große Krems entspringt südlich von Bad Traunstein, genauer westlich von Reitzendorf (Vordere Waldhäuser) in 950 m Höhe und entwässert den östlichen Weinsberger Wald und durchfließt den Weyerteich (bei Ottenschlag) mit der imposanten Eisenbahnbrücke über das Kremstal. Zwischen Roggenreith und Höllerbrand entspringt die Kleine Krems. Die beiden Flüsse durchfließen in östlicher Richtung die raue Granitlandschaft. Wichtigere Orte sind Großreinprechts an der Großen Krems und Kottes an der Kleinen Krems. 

### Mittellauf
Vor dem Zusammenfluss der beiden Quellflüsse schneiden sich diese tief in die Böhmische Masse ein und bilden eine imposante Tallandschaft. Die Vereinigung erfolgt  Am Zwickl knapp unterhalb der Burg Hartenstein, wo sich auch die aus dem Ufer gewaschene Gudenushöhle befindet, die in der Steinzeit bewohnt war.

### Unterlauf
Die Krems bildet vor Senftenberg das Rückgrat des Weinbaugebietes Kremstal und tritt bei Krems an der Donau aus dem Granit- und Gneishochland, wo sie im Bereich des Kremser Hafens in die Donau mündete. Im Zuge des Baues des Donaukraftwerkes Altenwörth wurde die Mündung gemeinsam mit der des Kamps nach Altenwörth verlegt.

## Nebenbäche
Die Krems hat ein Einzugsgebiet von 365,7 Quadratkilometern. Die größten Zuflüsse sind:
| Name                | Mündungsseite | Mündungsort    | Einzugsgebiet in km² |
| ------------------- | ------------- | -------------- | -------------------- |
| Burgbach            | rechts        | Haid           | 03,4                 |
| Walterschläger Bach | links         | Weyerteich     | 04,0                 |
| Haselberger Bach    | rechts        | Weyerteich     | 03,9                 |
| Lungentalbach       | rechts        | Weyerteich     | 06,4                 |
| Biberschlagbach     | links         | Schützenmühle  | 03,1                 |
| Raxenbach           | rechts        | Hammerwerk     | 08,9                 |
| Tiefenbach          | rechts        | vor Grafemühle | 09,1                 |
| Purker Bach         | rechts        | Mühlgericht    | 08,2                 |
| Glodener Bach       | links         | Kornberg       | 08,2                 |
| Attenreither Bach   | rechts        | Königsmühle    | 05,1                 |
| Gillauser Bach      | rechts        | Teufelsrast    | 05,1                 |
| Kleine Krems        | rechts        | Am-Zwickl      | 68,0                 |
| Herrngraben         | links         |                | 11,7                 |
| Etschabach          | links         | Unter-Meisling | 21,6                 |
| Tiefenbach          | links         | Königsalm      | 12,5                 |
| Reichaubach         | rechts        |                | 18,2                 |
| Steinbach           | rechts        | Senftenberg    | 12,6                 |

## Bilder

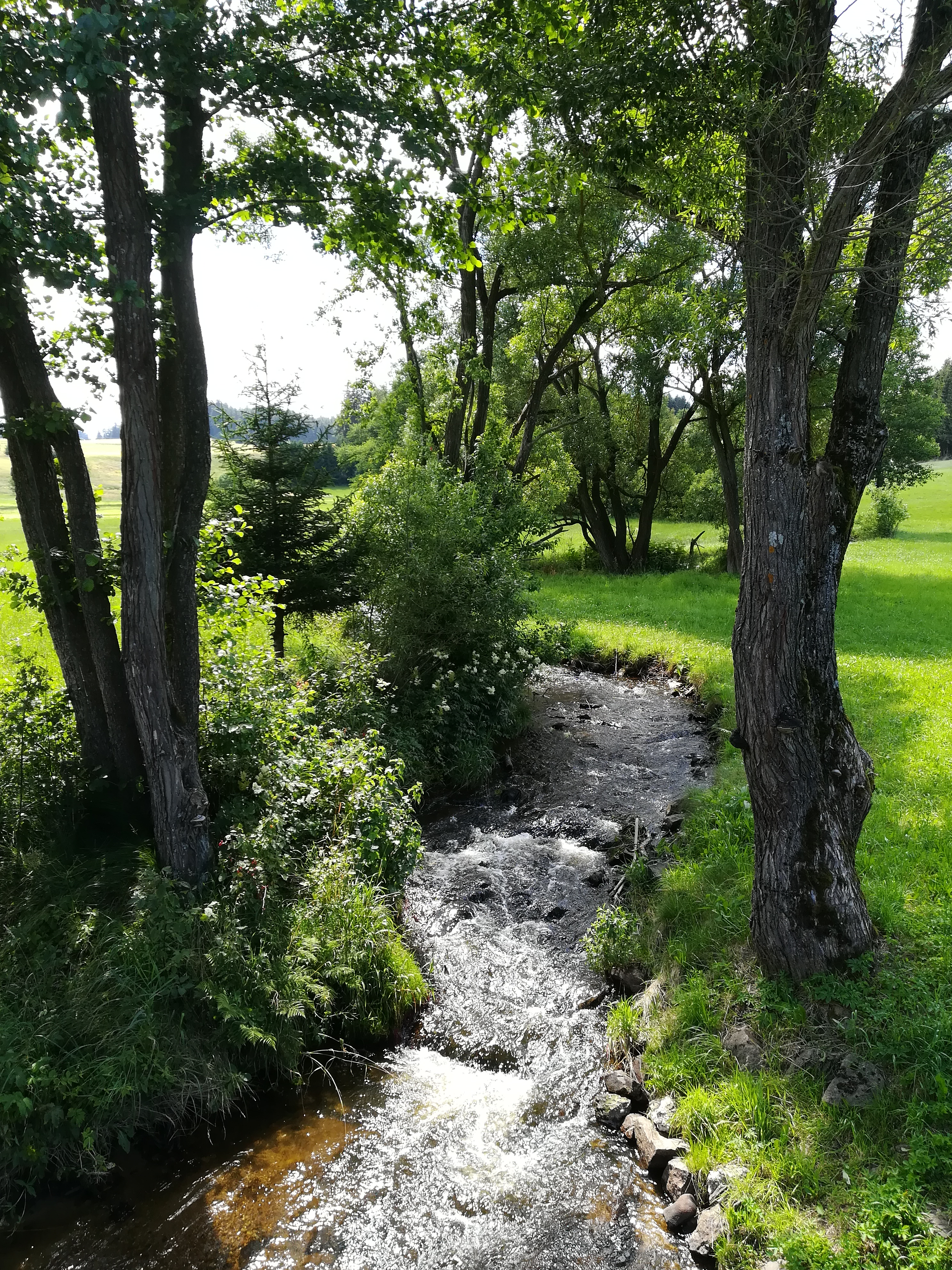
Die Große Krems zwischen Hammerwerk und Armschlag
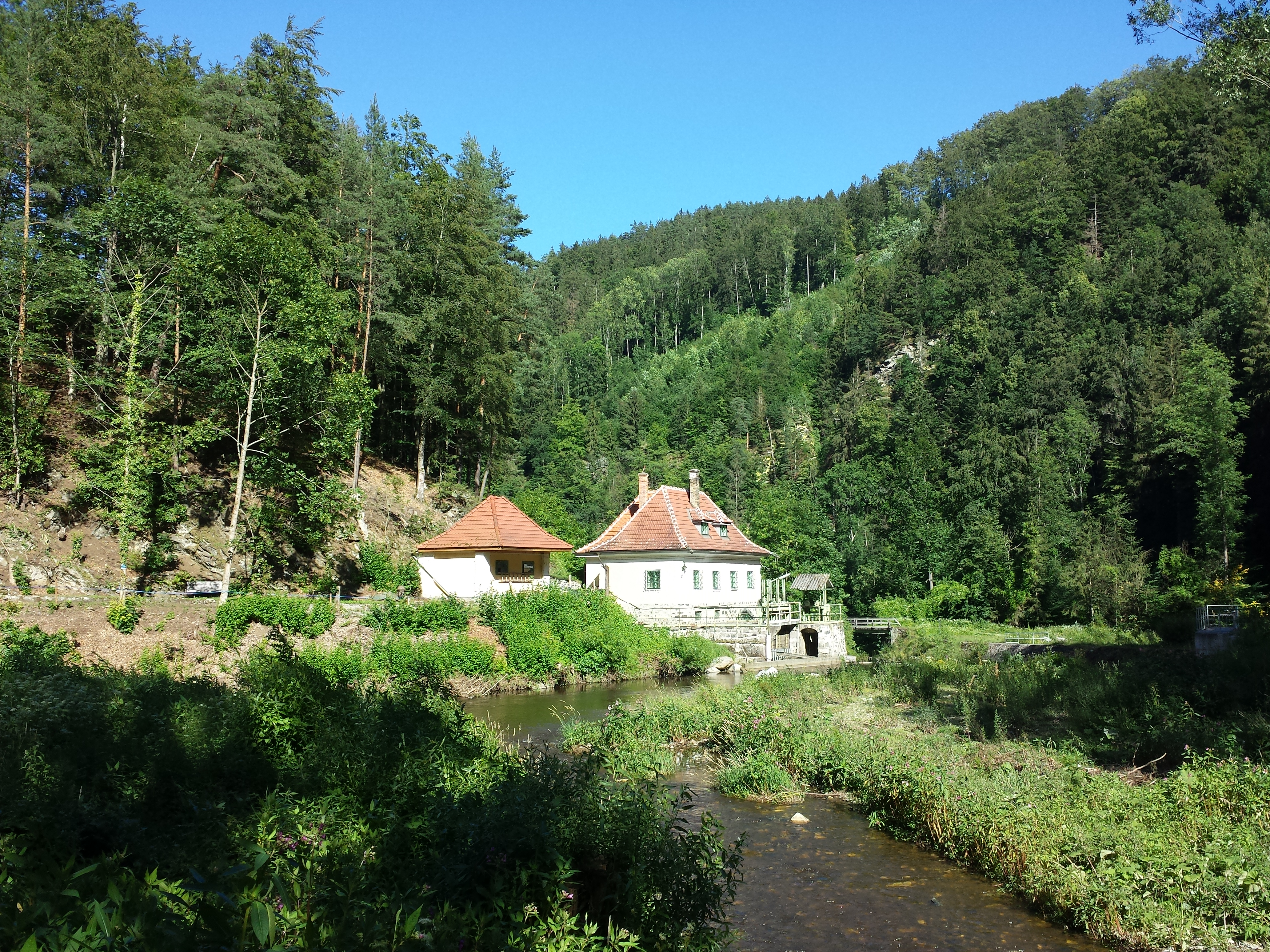
Am Zwickl (Vereinigung von Großer und Kleiner Krems)
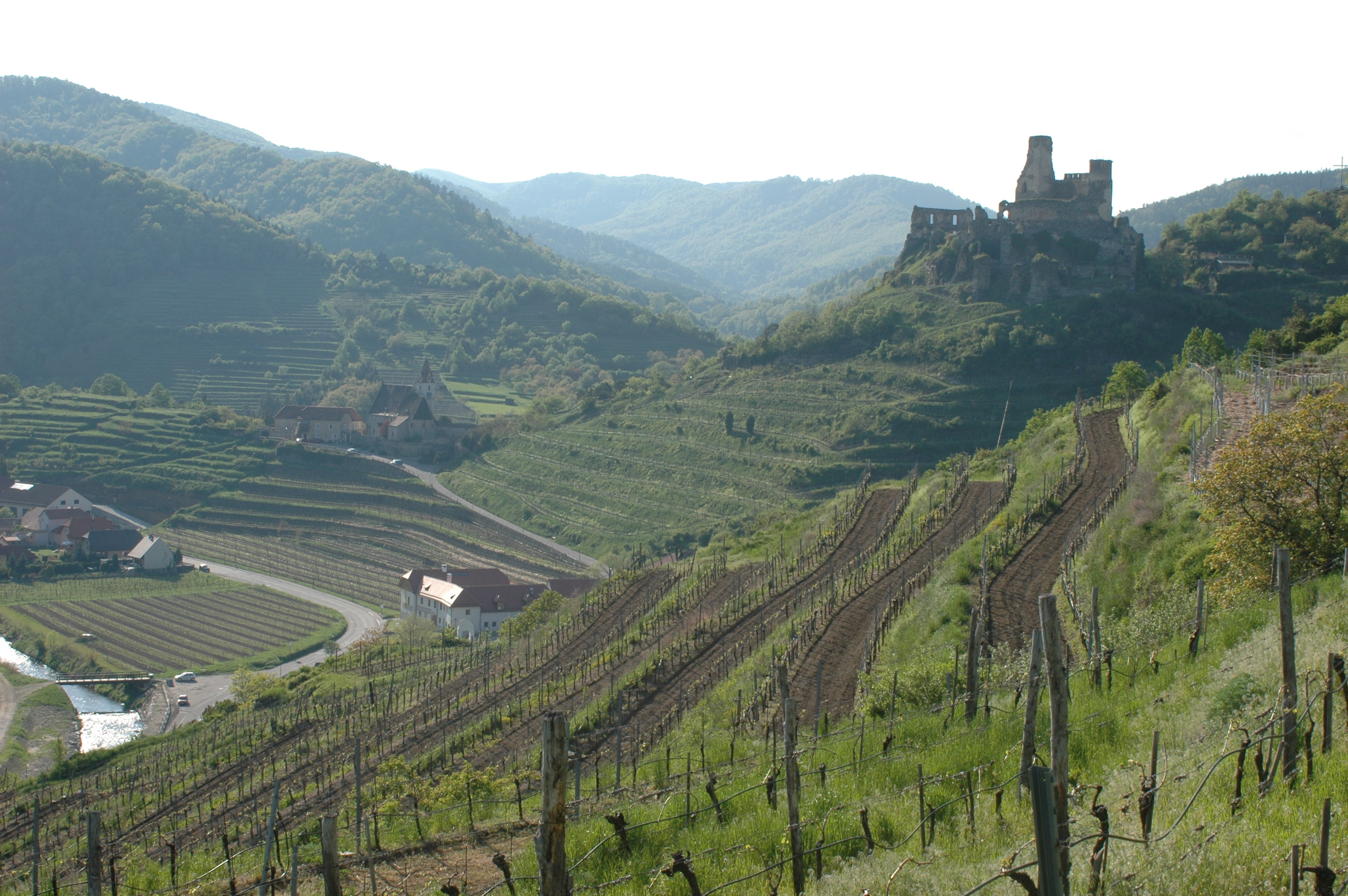
Kremstal mit Ruine Senftenberg
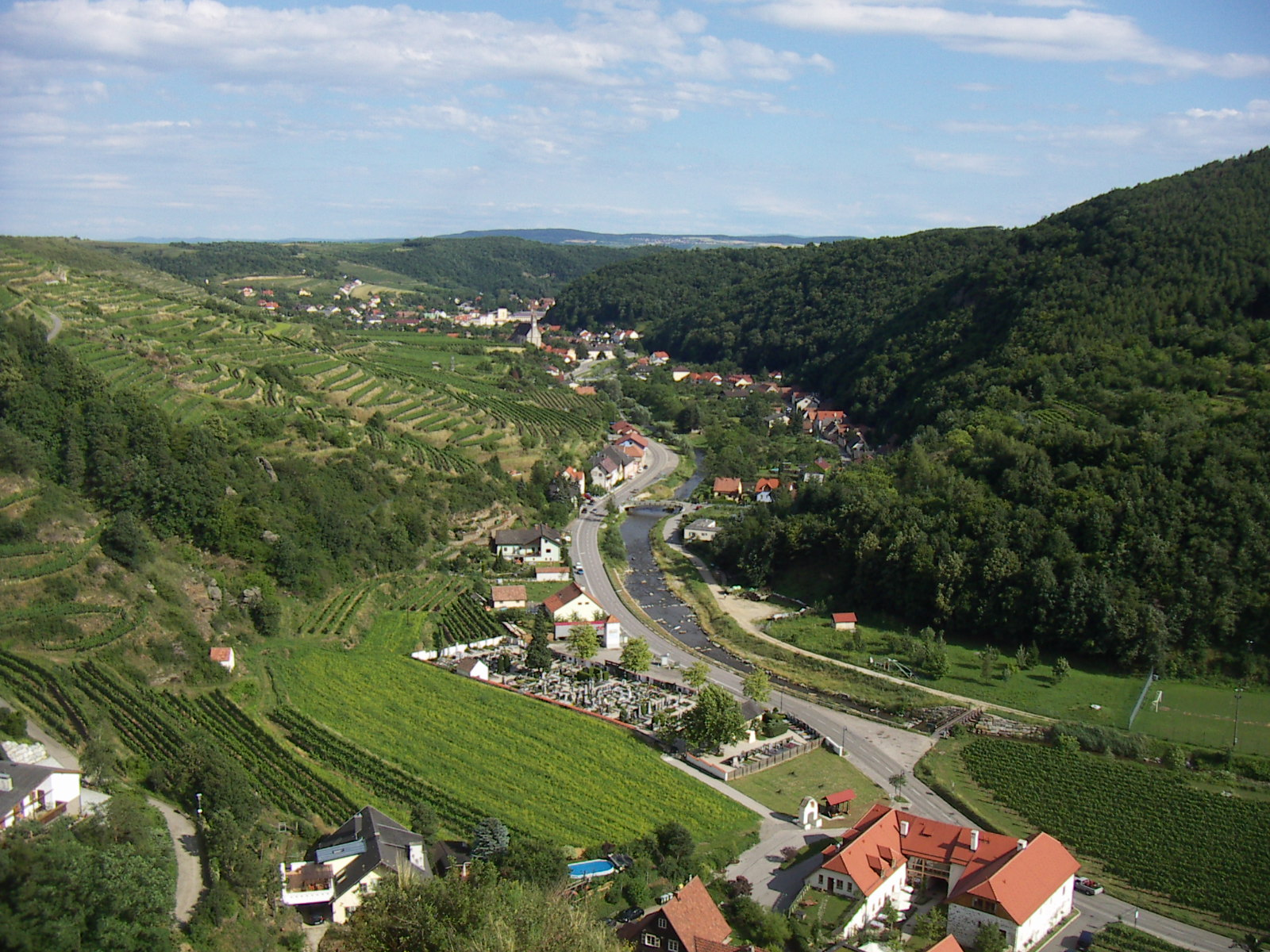
Blick von der Ruine Senftenberg
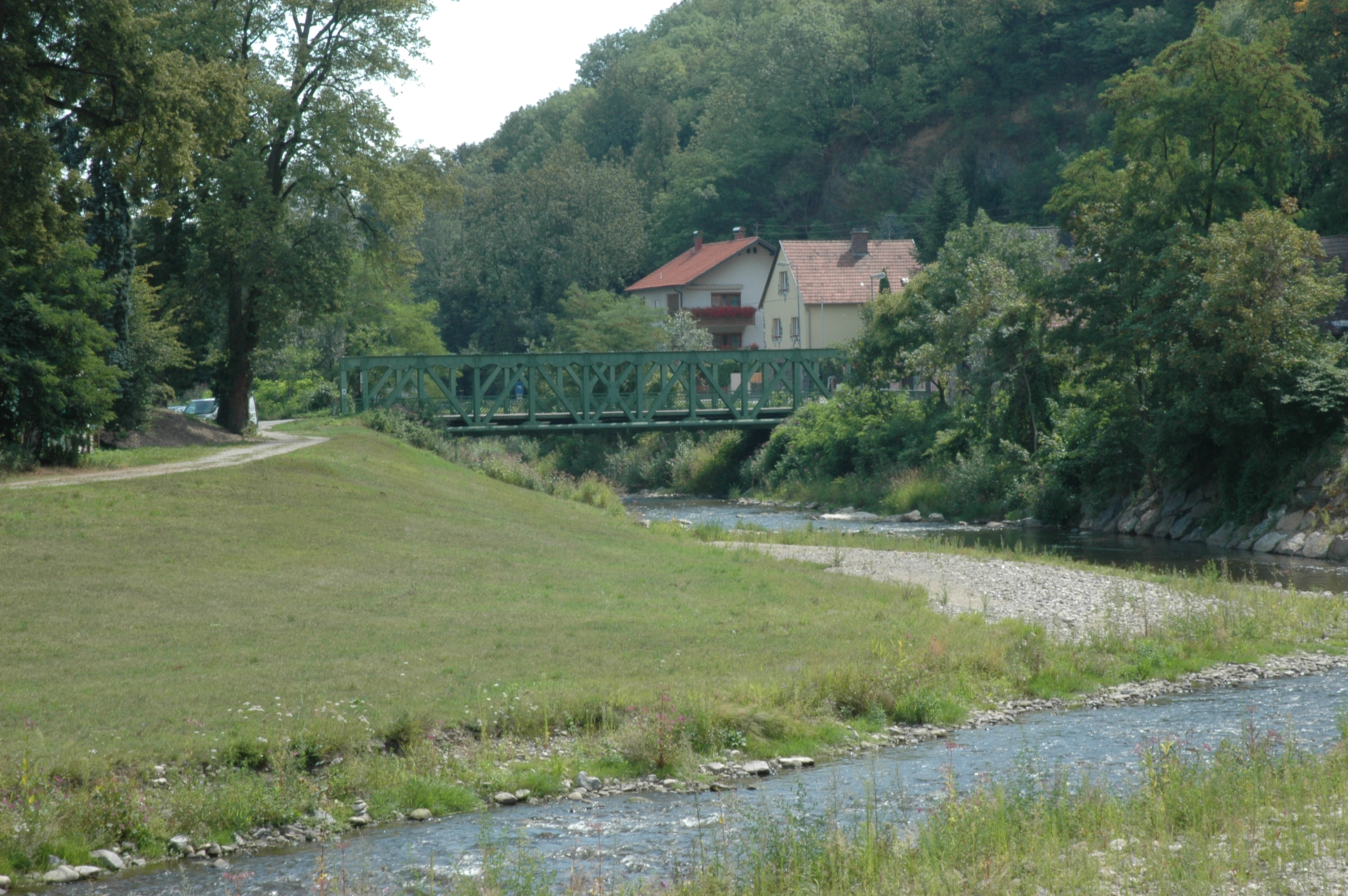
In der Kremser Siedlung Mühlhof
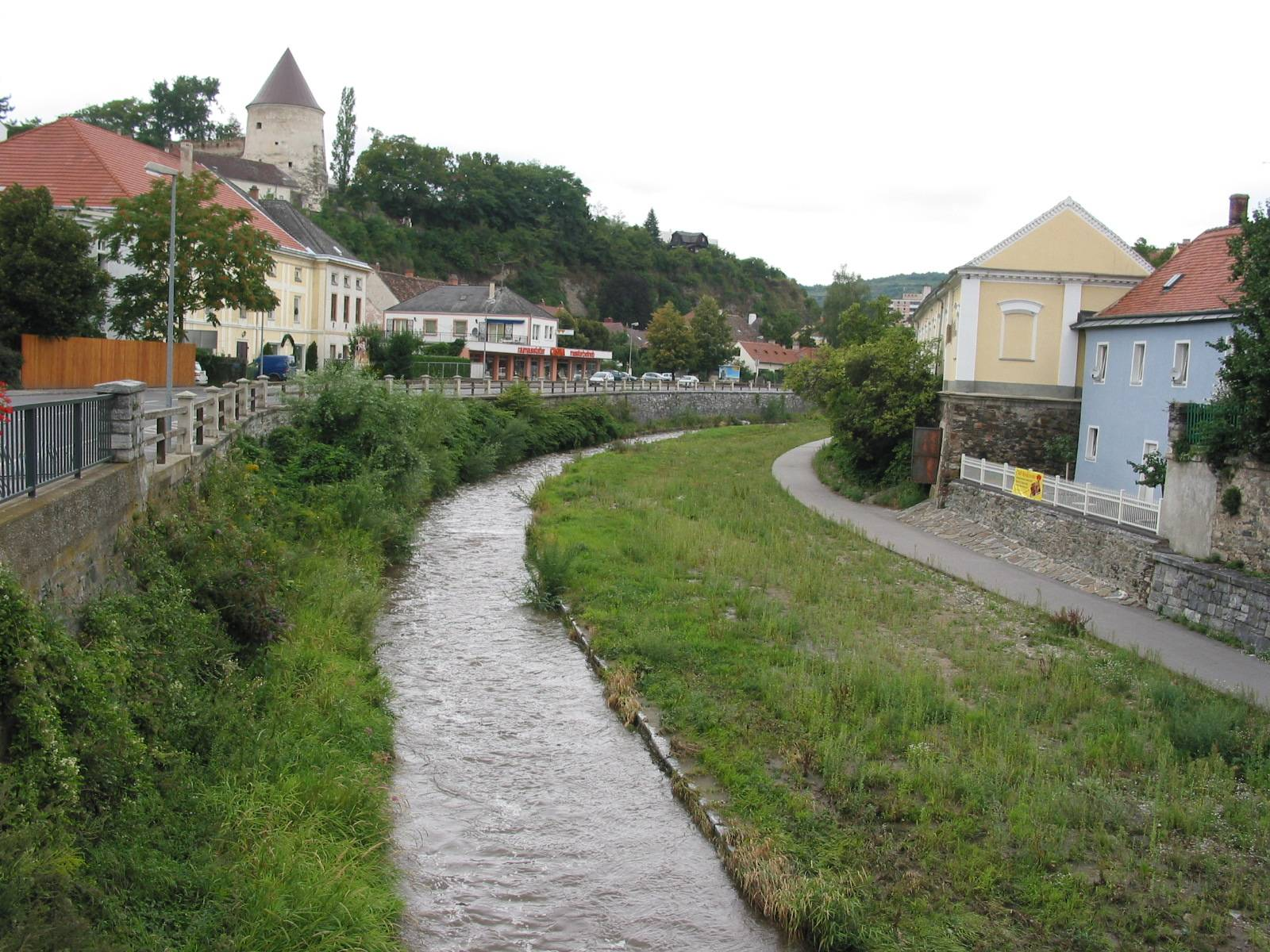
Vor der Renaturierung im Kremser Stadtgebiet
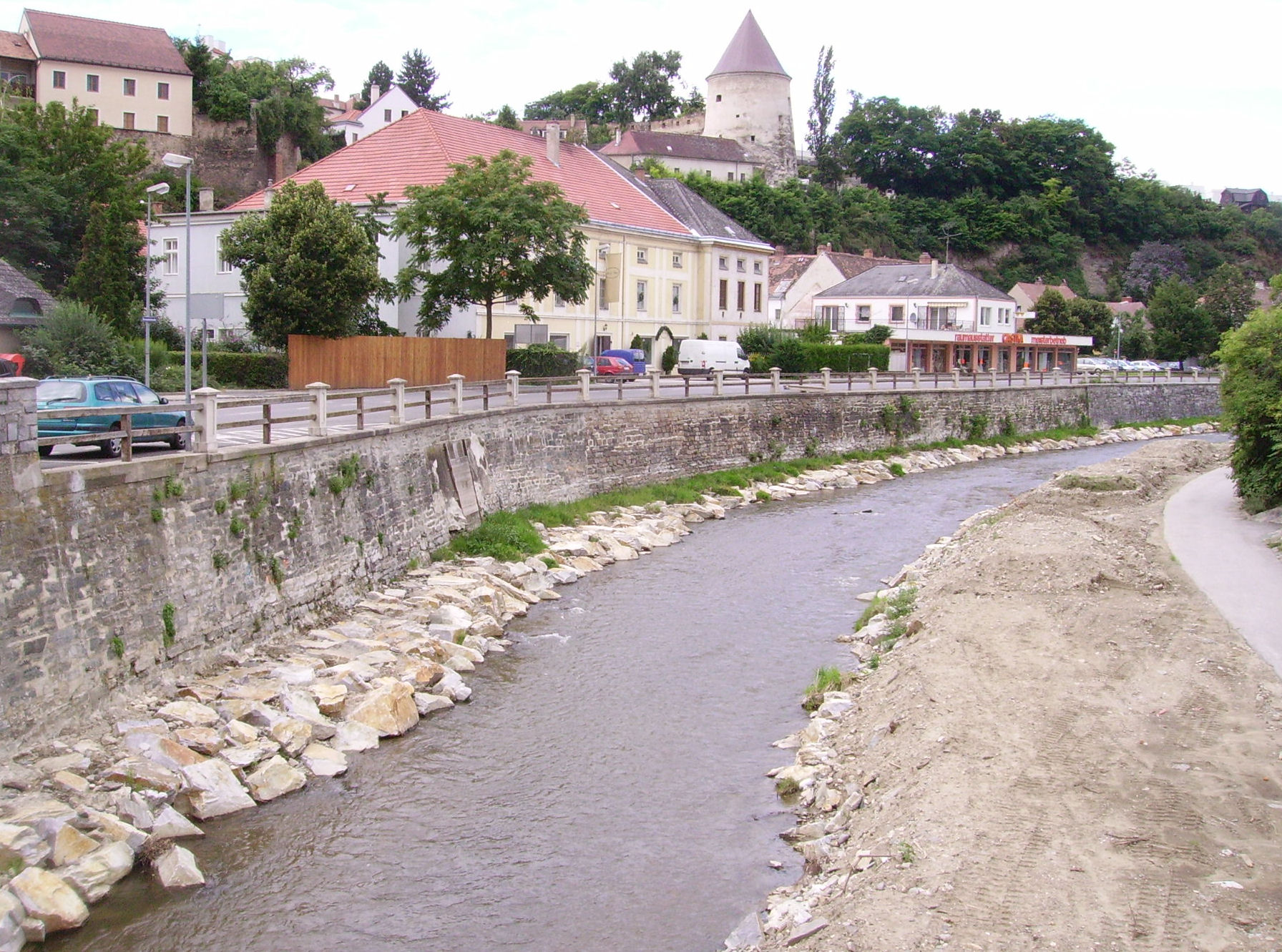
Während Renaturierungsarbeiten